# مطار منيابولس سانت بول الدولي
 مطار منيابولس-سنت بول الدولي  (بالإنجليزية: Minneapolis-Saint Paul International Airport)(إياتا: MSP، إيكاو: KMSP، معرف الموقع إف إيه إيه: MSP) هو مطار دولي مدني عسكري رئيسي في سانت باول، عاصمة ولاية مينيسوتا، أحد أكثر المطارات ازدحاما في منطقة شمال وسط الولايات المتحدة الأمريكية.
يقع المطار في منطقة فورت سنيلينج غير المنظمة وأجزاء صغيرة من المطار تحد حدود مدينة منيابولس وريتشفيلد. لكن بموجب قانون ولاية مينيسوتا فإن قطعة الأرض التي يغطيها المطار ليست جزءًا من أي مدينة. المطار مبني على مساحة 2,930 فدانًا (1,186 هكتارًا) من الأرض. يدر المطار ما يقدر بـ 15.9 مليار دولار سنويًا لاقتصاد المدن التوأم ويدعم 87,000 عامل.
كانت المطار مركزًا رئيسيًا لشركة Northwest Airlines ولا تزال كذلك لخليفتها، خطوط دلتا الجوية. المطار قاعدة شركة بلاد الشمس ومقرها مينيسوتا. تمثل خطوط دلتا الجوية وفروعها الإقليمية حوالي 70% من حركة الركاب بالمطار. تشغل المطار لجنة مطارات العاصمة والتي تتولى أيضًا تشغيل ستة مطارات أصغر في المنطقة.

## شركات الطيران والوجهات
| شركـات طيـران                   | الوجهات | Refs.         |
| ------------------------------- | --- | ------------- |
| أير لينغس                       | مطار دبلن الدولي (تستأنف في 29 أبريل 2024) | [ 9 ]         |
| Air Canada Express              | مطار مونتريال الدولي، مطار تورونتو بيرسون الدولي | [ 10 ]        |
| الخطوط الجوية الفرنسية          | موسمي : مطار باريس شارل ديغول (تستأنف في 29 أبريل 2024) | [ 12 ]        |
| خطوط آلاسكا الجوية              | مطار سياتل تاكوما الدولي موسمي : مطار تيد ستيفنز أنكوراج الدولي، مطار بورتلاند الدولي | [ 13 ]        |
| أليجانت للطيران                 | Asheville، Destin/Fort Walton Beach ‏، Phoenix/Mesa، Punta Gorda (FL) ‏، Sarasota | [ 14 ]        |
| الخطوط الجوية الأمريكية         | مطار شارلوت دوغلاس الدولي، مطار أوهير الدولي، مطار دالاس فورت ورث الدولي، مطار ميامي الدولي، مطار فينيكس سكاي هاربر الدولي موسمي : مطار فيلادلفيا الدولي | [ 15 ]        |
| إمريكان إيغل                    | مطار أوهير الدولي، مطار لاغوارديا، مطار فيلادلفيا الدولي، مطار رونالد ريغان الوطني | [ 15 ]        |
| كوندور للطيران                  | موسمي : مطار فرانكفورت | [ 16 ]        |
| خطوط دلتا الجوية                | مطار سخيبول أمستردام، مطار تيد ستيفنز أنكوراج الدولي، مطار هارتسفيلد جاكسون، مطار أوستن برغستروم الدولي، مطار بالتيمور واشنطن الدولي، Billings، Bismarck، Boise، مطار لوجان الدولي، Bozeman، مطار كالغاري الدولي، Cancún، مطار شارلوت دوغلاس الدولي، مطار أوهير الدولي، Cincinnati، مطار دالاس فورت ورث الدولي، مطار دنفر الدولي، Destin/Fort Walton Beach ‏، مطار ديترويت، Fargo، Fort Lauderdale ‏، Fort Myers ‏، Grand Forks ‏، Grand Rapids ‏، Hartford، مطار هونولولو الدولي، مطار جورج بوش الدولي، مطار إنديانابوليس الدولي، مطار جاكسونفيل الدولي، Kansas City ‏، مطار هاري ريد الدولي، مطار لندن هيثرو، مطار لوس أنجلوس الدولي، Madison، مطار بينيتو خواريز الدولي، مطار ميامي الدولي، Milwaukee، Missoula، مطار مونتريال الدولي، مطار ناشفيل الدولي، مطار نيوآرك ليبرتي الدولي، مطار نيو اورليانز لويس أرمسترونغ الدولي، مطار جون إف كينيدي الدولي، مطار لاغوارديا، Orange County ‏، مطار أورلاندو الدولي، مطار باريس شارل ديغول، مطار فيلادلفيا الدولي، مطار بيتسبرغ الدولي ‏، مطار فينيكس سكاي هاربر الدولي، مطار بورتلاند الدولي، Raleigh/Durham، Sacramento، مطار سولت ليك سيتي الدولي، مطار سان أنطونيو الدولي، مطار سان دييغو الدولي، مطار سان فرانسيسكو الدولي، مطار سان خوسيه الدولي، مطار لويس مارين مونيوز، Sarasota، مطار سياتل تاكوما الدولي، مطار إنتشون الدولي، Sioux Falls ‏، Spokane، مطار سانت لويس الدولي، مطار تامبا الدولي، مطار طوكيو هانيدا الدولي، مطار فانكوفر الدولي، مطار رونالد ريغان الوطني، Winnipeg موسمي : Albuquerque، Asheville، Belize City ‏، مطار بوفالو نياغارا الدولي ‏، Burlington (VT) ‏، Charleston (SC) ‏، Cleveland، Colorado Springs ‏، Columbus–Glenn، Cozumel (تستأنف في 16 ديسمبر 2023)، مطار دبلن الدولي (تبدأ في 9 مايو 2024)، Duluth، Fairbanks، Glacier Park/Kalispell ‏، مطار أوين روبرتس الدولي (تبدأ في 17 فبراير 2024)، Harlingen، Hayden/Steamboat Springs ‏، Jackson Hole ‏، Liberia (CR) ‏، مطار سانجستر الدولي، Myrtle Beach ‏، Omaha، Palm Springs ‏، Portland (ME) ‏، Providence، Providenciales (تبدأ في 20 يناير 2024)، Puerto Vallarta ‏، Punta Cana ‏، Rapid City ‏، مطار رينو تاهو الدولي، مطار كيفلافيك الدولي، San José del Cabo ‏، Savannah، Tri-Cities (WA) ‏، مطار توسان الدولي، مطار بالم بيتش الدولي                                                                            | [ 21 ]        |
| Delta Connection                | Aberdeen (SD) ‏، Appleton، Bemidji، Bismarck، Brainerd، Cedar Rapids/Iowa City ‏، مطار ميدواي الدولي، Cincinnati، Cleveland، Columbus–Glenn، Des Moines ‏، Duluth، Escanaba، Fargo، Fayetteville/Bentonville، مطار فورت واين الدولي، Glacier Park/Kalispell ‏، Grand Forks ‏، Grand Rapids ‏، Great Falls ‏، Green Bay ‏، Hibbing/Chisholm، مطار إنديانابوليس الدولي، International Falls ‏، Iron Mountain ‏، Kansas City ‏، Louisville، Madison، مطار ممفيس الدولي، Milwaukee، Minot، Missoula، Mosinee/Wausau، مطار نيوآرك ليبرتي الدولي، Oklahoma City ‏، Omaha، مطار بيتسبرغ الدولي ‏، Rapid City ‏، Rhinelander، Richmond، Rochester (MN) ‏، Sault Ste. Marie (MI) ‏، Sioux Falls ‏، South Bend ‏، مطار سانت لويس الدولي، مطار تورونتو بيرسون الدولي، Tri-Cities (WA) ‏، مطار واشنطن دولس الدولي، Wichita، Williston موسمي : Traverse City ‏ | [ 21 ]        |
| Denver Air Connection           | Ironwood، Pierre (تبدأ في 30 ديسمبر 2023)، Thief River Falls ‏ | [ 23 ]        |
| خطوط فرونتير الجوية             | مطار دنفر الدولي موسمي : Cancún (تبدأ في 16 نوفمبر 2023)، Fort Myers ‏، مطار أورلاندو الدولي | [ 25 ]        |
| طيران آيسلندا                   | موسمي : مطار كيفلافيك الدولي | [ 26 ]        |
| خطوط جيت بلو الجوية             | مطار لوجان الدولي | [ 27 ]        |
| الخطوط الجوية الملكية الهولندية | مطار سخيبول أمستردام | [ 28 ]        |
| لوفتهانزا                       | مطار فرانكفورت (تبدأ في 4 يونيو 2024) | [ 30 ]        |
| خطوط ساوث ويست الجوية           | مطار أوستن برغستروم الدولي، مطار بالتيمور واشنطن الدولي، مطار ميدواي الدولي، مطار دنفر الدولي، Kansas City ‏، مطار ناشفيل الدولي، مطار فينيكس سكاي هاربر الدولي، مطار سانت لويس الدولي موسمي : Dallas–Love، Fort Lauderdale ‏، Fort Myers ‏، مطار هاري ريد الدولي، مطار أورلاندو الدولي، Sarasota، مطار تامبا الدولي | [ 32 ] [ 33 ] |
| خطوط سبيريت الجوية              | مطار هارتسفيلد جاكسون، مطار ديترويت، مطار هاري ريد الدولي، مطار أورلاندو الدولي موسمي : Fort Lauderdale ‏، مطار لوس أنجلوس الدولي، مطار ميامي الدولي، مطار فينيكس سكاي هاربر الدولي | [ 34 ]        |
| خطوط بلاد الشمس الجوية          | Asheville، Cancún، مطار دالاس فورت ورث الدولي، مطار دنفر الدولي، Destin/Fort Walton Beach ‏، Eau Claire ‏، Fort Myers ‏، مطار هاري ريد الدولي، مطار لوس أنجلوس الدولي، مطار ناشفيل الدولي، مطار نيوآرك ليبرتي الدولي، مطار أورلاندو الدولي، مطار فينيكس سكاي هاربر الدولي، مطار بورتلاند الدولي، مطار سان دييغو الدولي، مطار سان فرانسيسكو الدولي، مطار لويس مارين مونيوز، مطار سياتل تاكوما الدولي، مطار تامبا الدولي موسمي : Albuquerque (تبدأ في 19 يونيو 2024)، مطار تيد ستيفنز أنكوراج الدولي، مطار الملكة بياتريس الدولي، مطار بالتيمور واشنطن الدولي، Billings (تبدأ في 19 يونيو 2024)، Belize City ‏، Boise (تبدأ في 19 يونيو 2024)، مطار لوجان الدولي، Bozeman، Branson، مطار بوفالو نياغارا الدولي ‏، Burlington (VT) ‏، Charleston (SC) ‏، مطار شارلوت دوغلاس الدولي، مطار أوهير الدولي، Cincinnati، Colorado Springs ‏، Columbus–Glenn، Cozumel، مطار ديترويت، Fort Lauderdale ‏، Glacier Park/Kalispell ‏، مطار أوين روبرتس الدولي، Grand Rapids ‏ (تبدأ في 13 يونيو 2024)، Gulfport/Biloxi، Harlingen، Hartford، Houston–Hobby (begins April 25، 2024)، مطار جورج بوش الدولي (تنتهي في 26 نوفمبر 2023)، مطار إنديانابوليس الدولي، Ixtapa/Zihuatanejo، مطار جاكسونفيل الدولي، Kansas City ‏، Liberia (CR) ‏، Louisville، Mazatlán، Melbourne/Orlando، مطار ميامي الدولي، Milwaukee، Missoula (تبدأ في 26 يونيو 2024)، مطار سانجستر الدولي، مطار مونتريال الدولي (تبدأ في 21 يونيو 2024)، Myrtle Beach ‏، مطار نيو اورليانز لويس أرمسترونغ الدولي، مطار جون إف كينيدي الدولي، مطار أوكلاند الدولي (الولايات المتحدة) (تبدأ في 23 مايو 2024)، Omaha، Palm Springs ‏، مطار فيلادلفيا الدولي، Phoenix/Mesa، مطار بيتسبرغ الدولي ‏، Portland (ME) ‏، Providence، Providenciales، Puerto Vallarta ‏، Punta Cana ‏، Punta Gorda (FL) ‏، Raleigh/Durham، Rapid City ‏، مطار رينو تاهو الدولي، Richmond، Roatán، مطار سان أنطونيو الدولي، San José del Cabo ‏، Sarasota، Savannah، مطار سانت لويس الدولي، مطار الأميرة جوليانا الدولي (تستأنف في 13 يناير 2024)، St. Petersburg/Clearwater ‏، St. Thomas ‏، Spokane، Syracuse (begins June 6، 2024)، مطار تورونتو بيرسون الدولي (تبدأ في 13 يونيو 2024)، Traverse City ‏، مطار توسان الدولي، مطار فانكوفر الدولي، مطار واشنطن دولس الدولي (تستأنف في 18 أبريل 2024)، مطار بالم بيتش الدولي، Wilmington (NC) ‏ | [ 37 ]        |
| الخطوط الجوية المتحدة           | مطار أوهير الدولي، مطار دنفر الدولي، مطار جورج بوش الدولي، مطار نيوآرك ليبرتي الدولي، مطار سان فرانسيسكو الدولي | [ 38 ]        |
| United Express                  | مطار أوهير الدولي، مطار دنفر الدولي، مطار جورج بوش الدولي، مطار نيوآرك ليبرتي الدولي، مطار واشنطن دولس الدولي | [ 38 ]        |
| ويست جت إيرلاينز ‏               | Edmonton، Saskatoon | [ 39 ]        |

## الإحصائيات

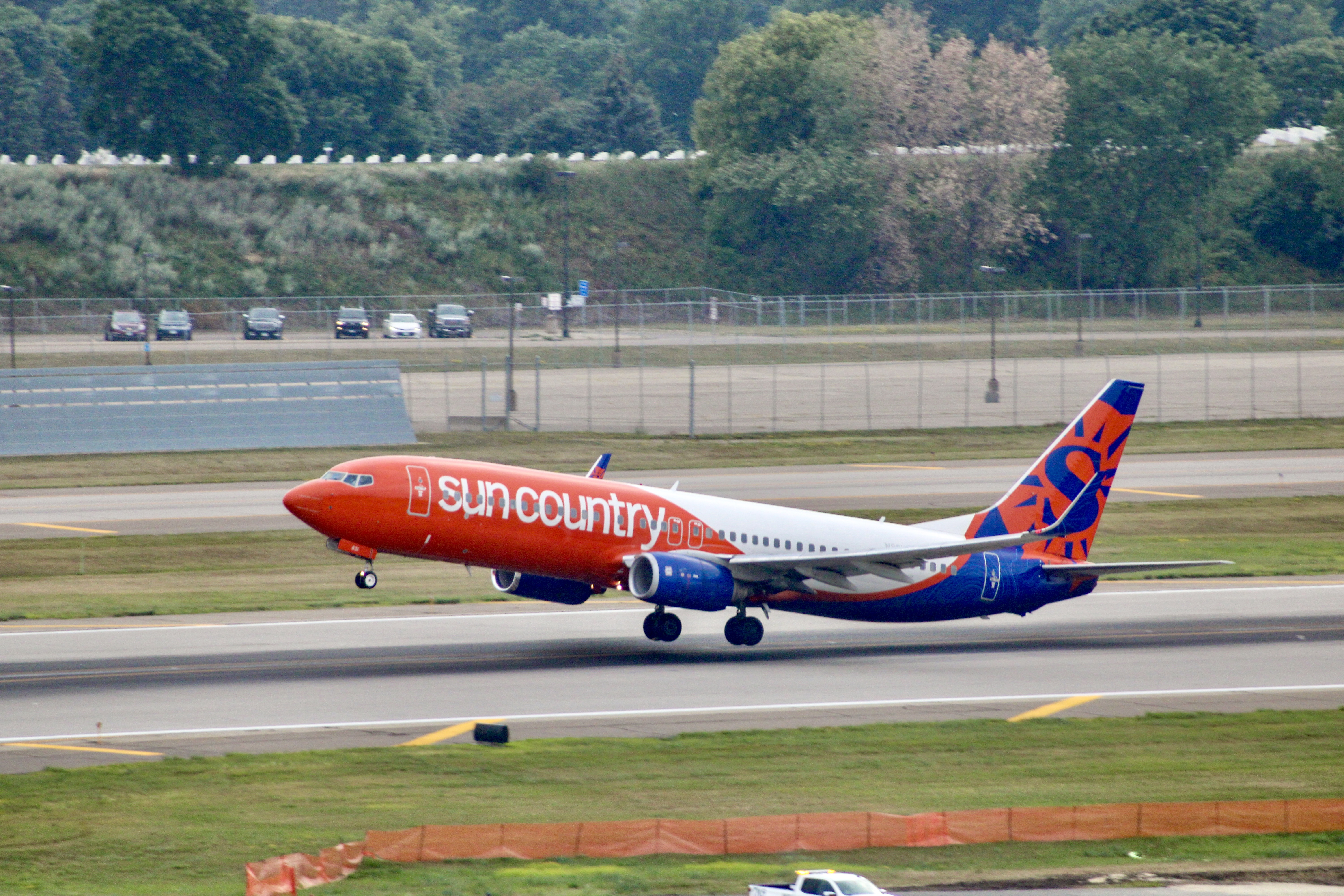
طائرة بلاد الشمس بوينغ 737-800 تقلع من المطار

### أهم الوجهات المحلية

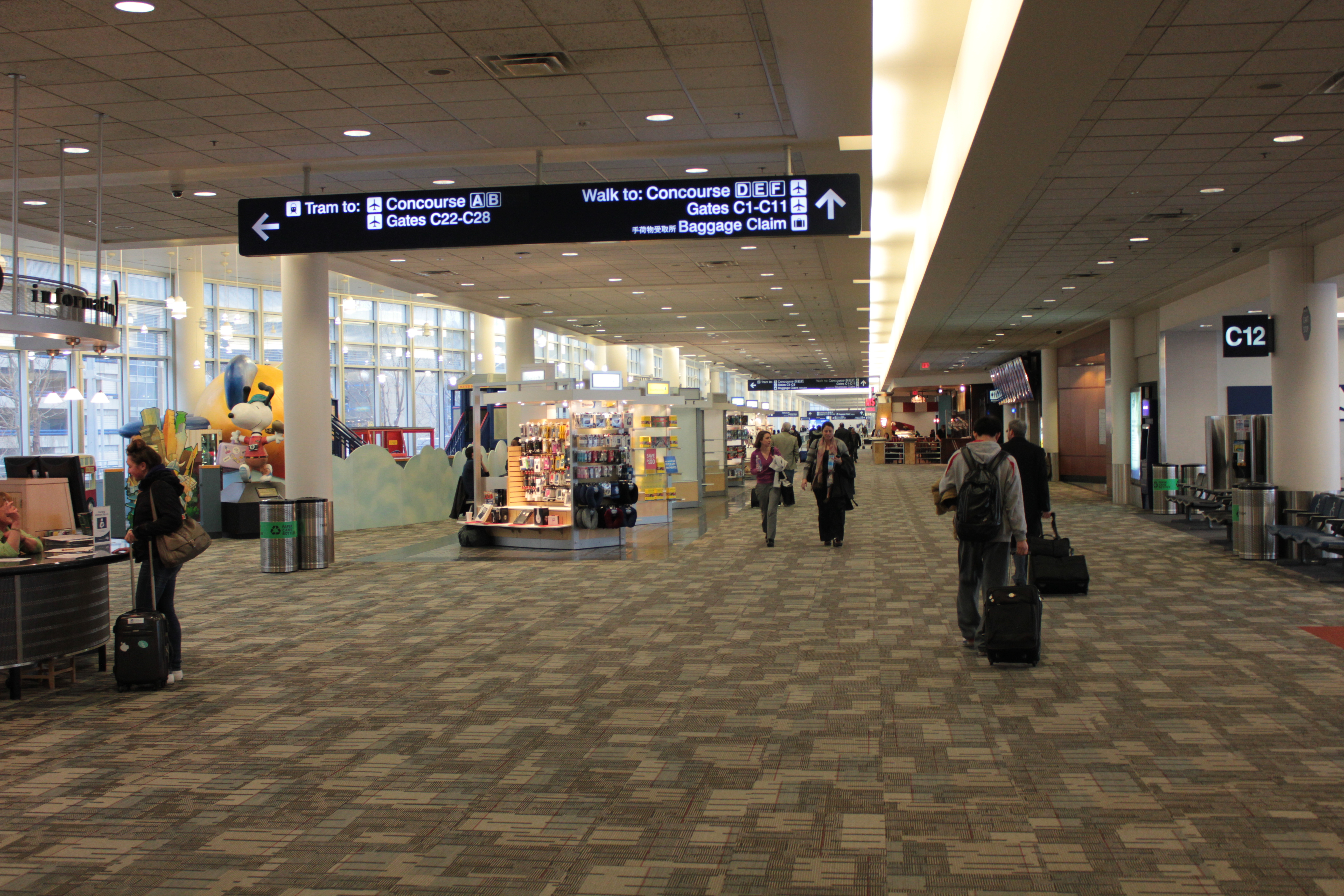
المحطة 1

| الرتبة | المطار                        | الركاب  | الناقل                                                     |
| ------ | ----------------------------- | ------- | ---------------------------------------------------------- |
| 1      | مطار دنفر الدولي              | 836،000 | دلتا، فرونتير، ساوث ويست، ساوث سيبريت، بلاد الشمس، المتحدة |
| 2      | مطار فينيكس سكاي هاربر الدولي | 651،000 | الأمريكية، دلتا، ساوث ويست، ساوث سيبريت، بلاد الشمس        |
| 3      | مطار أوهير الدولي             | 609،000 | الأمريكية، دلتا، بلاد الشمس، المتحدة                       |
| 4      | مطار هارتسفيلد جاكسون         | 591،000 | دلتا، ساوث سيبريت                                          |
| 5      | مطار هاري ريد الدولي          | 567،000 | دلتا، فرونتير، ساوث ويست، ساوث سيبريت، بلاد الشمس          |
| 6      | مطار لوس أنجلوس الدولي        | 503،000 | دلتا، ساوث سيبريت، بلاد الشمس                              |
| 7      | مطار أورلاندو الدولي          | 483،000 | دلتا، فرونتير، ساوث ويست، ساوث سيبريت، بلاد الشمس          |
| 8      | مطار سياتل تاكوما الدولي      | 462،000 | آلاسكا، دلتا، بلاد الشمس                                   |
| 9      | مطار دالاس فورت ورث الدولي    | 412،000 | الأمريكية، دلتا، بلاد الشمس                                |
| 10     | مطار لوجان الدولي             | 361،000 | دلتا، جيت بلو، بلاد الشمس                                  |

### أهم الوجهات الدولية
| الرتبة | المطار                     | الركاب  | الناقل                    |
| ------ | -------------------------- | ------- | ------------------------- |
| 1      | مطار سخيبول أمستردام       | 390،147 | دلتا، الملكية الهولندية   |
| 2      | كانكون، المكسيك            | 357،781 | دلتا، فرونتير، بلاد الشمس |
| 3      | مطار باريس شارل ديغول      | 210،044 | طيران فرنسا، دلتا         |
| 4      | مطار تورونتو بيرسون الدولي | 157،637 | طيران كندا، دلتا          |
| 5      | مطار كالغاري الدولي        | 130،822 | دلتا                      |
| 6      | Winnipeg، Canada           | 110،721 | دلتا                      |
| 7      | مطار لندن هيثرو            | 92،220  | دلتا                      |
| 8      | مطار كيفلافيك الدولي       | 88،649  | دلتا، طيران آيسلندا       |
| 9      | Puerto Vallarta، Mexico ‏   | 80،051  | دلتا، بلاد الشمس          |
| 10     | مطار فانكوفر الدولي        | 76،599  | دلتا، بلاد الشمس          |

### شركات الطيران
| الرتبة | الناقل                                                                         | الركاب     | الحصة  |
| ------ | ------------------------------------------------------------------------------ | ---------- | ------ |
| 1      | خطوط دلتا الجوية                                                               | 17،053،000 | 57.32% |
| 2      | SkyWest Airlines (تديرها خطوط آلاسكا الجوية ودلتا Connection والمتحدة Express) | 2،977،000  | 10.01% |
| 3      | خطوط بلاد الشمس الجوية                                                         | 1،519،000  | 5.56%  |
| 4      | خطوط ساوث ويست الجوية                                                          | 1،510،000  | 5.07%  |
| 5      | الخطوط الجوية المتحدة                                                          | 1،331،000  | 4.47%  |
| 6      | الخطوط الجوية الأمريكية                                                        | 1،122،000  | 3.77%  |
| 7      | آخرى                                                                           | 4،240،000  | 13.80% |

### عدد المسافرون
شاهد source Wikidata query and sources.
| السنة | المسافرون  | السنة | المسافرون  | السنة | المسافرون  |
| ----- | ---------- | ----- | ---------- | ----- | ---------- |
| 2001  | 33،733،725 | 2011  | 33،118،499 | 2021  | 25،202،120 |
| 2002  | 32،629،690 | 2012  | 33،170،960 | 2022  | 31،241،822 |
| 2003  | 33،201،860 | 2013  | 33،897،335 |       |            |
| 2004  | 36،713،173 | 2014  | 35،152،460 |       |            |
| 2005  | 37،663،664 | 2015  | 36،582،854 |       |            |
| 2006  | 35،612،133 | 2016  | 37،517،957 |       |            |
| 2007  | 35،157،322 | 2017  | 38،034،431 |       |            |
| 2008  | 34،056،443 | 2018  | 38،037،381 |       |            |
| 2009  | 32،378،599 | 2019  | 39،555،036 |       |            |
| 2010  | 32،839،441 | 2020  | 14،851،289 |       |            |